# قلمرو فوکویی
قلمرو فوکوئی (به ژاپنی: 福井藩 Fukui Domain)، قلمرو اچیزن یک هان (ژاپن) در دوره شوگون سالاری توکوگاوا در ژاپن بود. این قلمرو با ولایت اچیزن در ارتباط است. 